# Медзіброд
Медзіброд (словац. Medzibrod) — село в Банськобистрицькому окрузі Банськобистрицького краю Словаччини. Перша письмова згадка про село датується 1455 роком.

## Населення
| Рік:            | 1994. | 2004.   | 2014.   | 2024.   |
| --------------- | ----- | ------- | ------- | ------- |
| Кількість осіб: | 1307  | 1303    | 1359    | 1372    |
| Різниця:        |       | -0,30 % | +4,29 % | +0,95 % |

| Рік:            | 2023. | 2024.   |
| --------------- | ----- | ------- |
| Кількість осіб: | 1395  | 1372    |
| Різниця:        |       | -1,64 % |

Етнічний склад населення станом на 2001 рік: словаки — 99,77 %, чехи — 0,15 %, угорці — 0,08 %.
Станом на 31 грудня 2010 року в селі проживало 1 298 осіб, з них 622 чоловіків та 676 жінок.